# Komszomolszkaja metróállomás (Kolcevaja vonal)
A moszkvai metrónak az 5-ös számú, barna színnel jelzett, Kolcevaja nevű körvonalán található Komszomolszkaja állomás a közeli Komszomolszkaja ploscsagyról, illetve azon keresztül a Szovjetunió kommunista ifjúsági szövetségéről, a Komszomolról kapta nevét. A Krasznoszelszkij kerületben, a főváros Központi közigazgatási körzetében helyezkedik el. Az állomáson átszállási lehetőség van a a Szokolnyicseszkaja vonal Komszomolszkaja állomására. Szomszédos állomásai a Kolcevaja vonalon a Proszpekt Mira és a Kurszkaja.

## Története
1952. január 30-án nyitották meg a Belorusszkaja és a Kurszkaja metróállomások közötti új szakasz átadásának keretében.
A 36 méter mélyen fekvő állomás az egyik legforgalmasabb Moszkvában, elsősorban a Komszomolszkaja ploscsagy körül elhelyezkedő három fejpályaudvar, a Leningrádi, a Jaroszlavi és a Kazanyi pályaudvar miatt. 2014-es adatok szerint a metróállomás napi átlagos forgalma elérte a 163 000 főt.

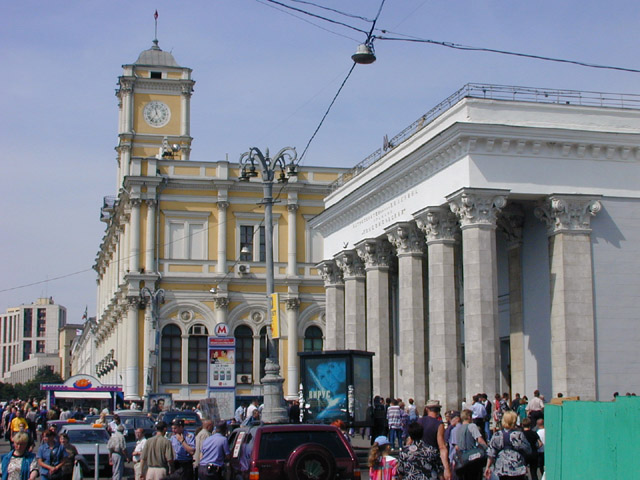
A két Komszomolszkaja állomás közös felszíni épülete oszlopsorral, háttérben a Leningrádi pályaudvarral
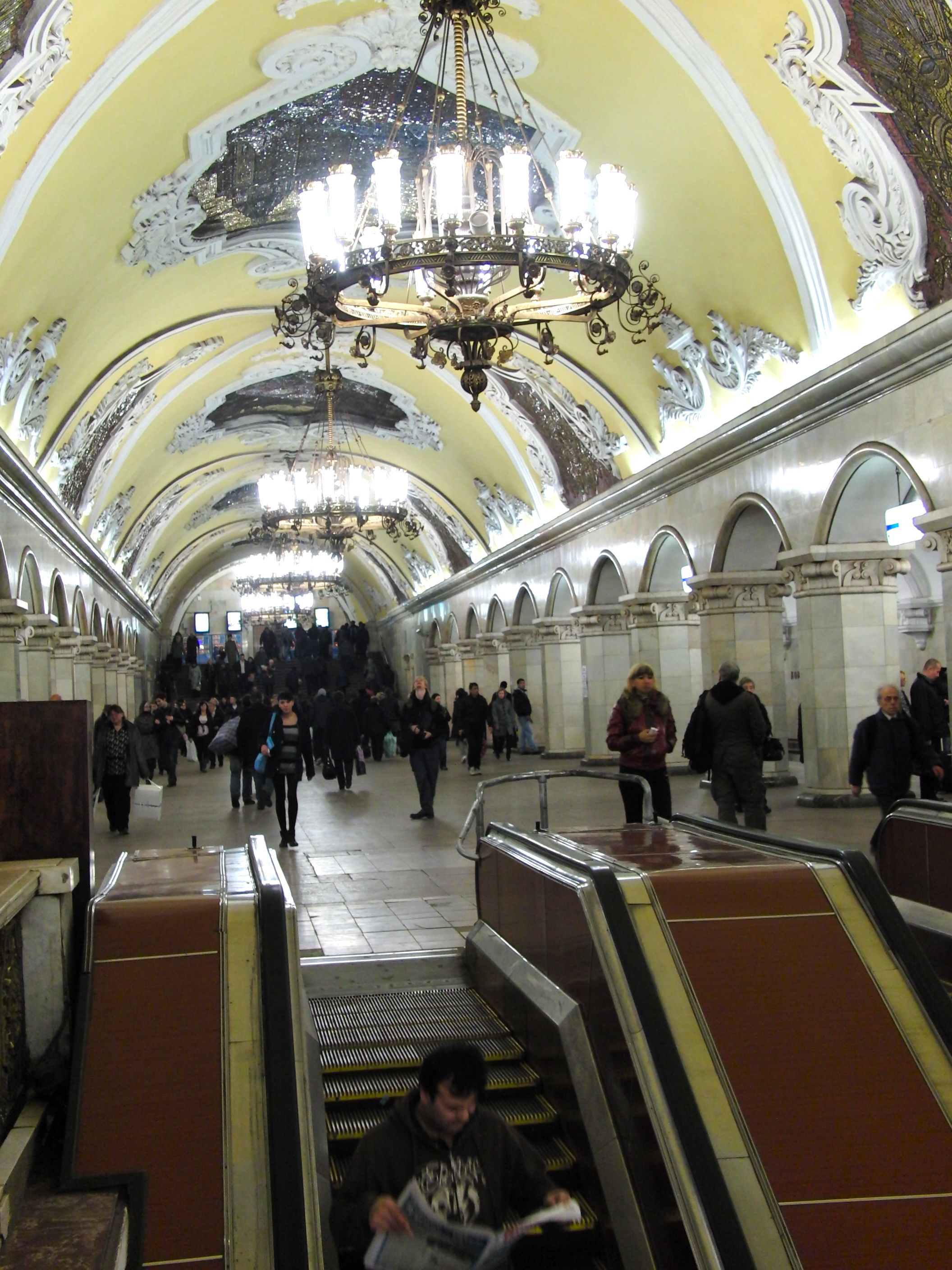
Barokkos díszítésű közös előcsarnok
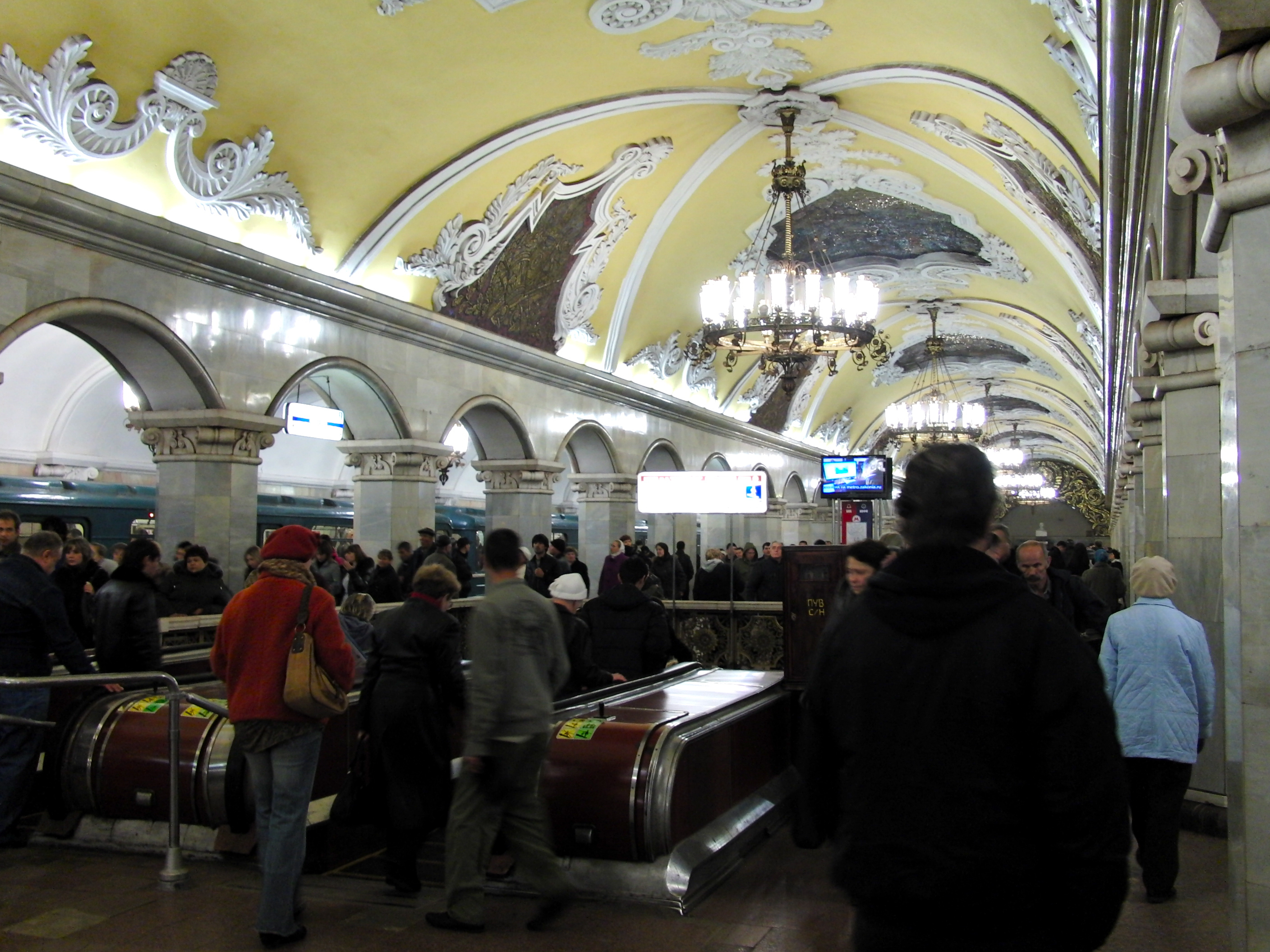

## Fordítás
- Ez a szócikk részben vagy egészben  a(z)   Комсомольская (станция метро, Кольцевая линия) című orosz Wikipédia-szócikk ezen változatának fordításán alapul.  Az eredeti cikk szerkesztőit annak laptörténete sorolja fel. Ez a jelzés csupán a megfogalmazás eredetét és a szerzői jogokat jelzi, nem szolgál a cikkben szereplő információk forrásmegjelöléseként.